# مولی پتمن
مولی پتمن (انگلیسی: Mollie Pathman؛ زادهٔ ۱ ژوئیهٔ ۱۹۹۲) بازیکن فوتبال اهل ایالات متحده آمریکا است.
از باشگاه‌هایی که در آن بازی کرده‌است می‌توان به باشگاه فوتبال آپولون لیماسول و بوستون بریکرز اشاره کرد.
وی همچنین در تیم ملی فوتبال United States U20 بازی کرده‌است.